# William Sutherland Maxwell

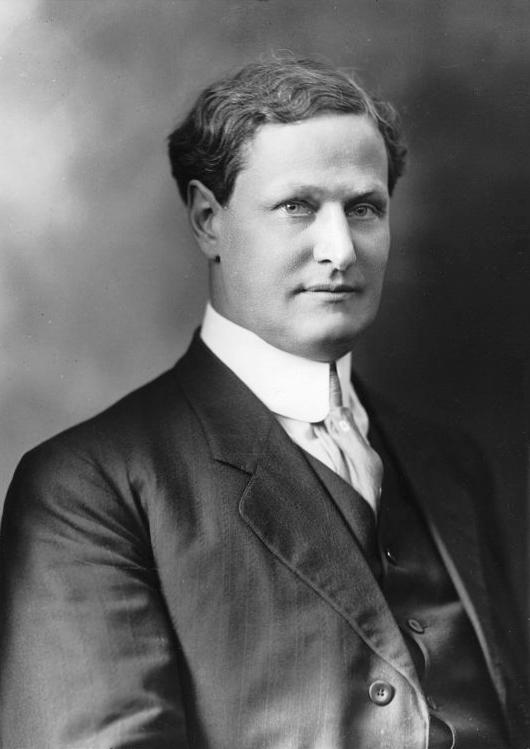
William Sutherland Maxwell

William Sutherland Maxwell (* 14. November 1874 in Montreal, Kanada; † 25. März 1952 ebenda) war der Architekt für den Schrein des Bab und einer der zwölf Hände der Sache Gottes, die am 24. Dezember 1951 von Shoghi Effendi ernannt wurden.

## Leben
William Maxwell befand sich ab Oktober 1899 für etwa zwei Jahre zur Ausbildung an der École des Beaux-Arts in Paris, wo er Schüler von Jean-Louis Pascal war und seine spätere Ehefrau, die Bahai May Ellis Bolles, kennenlernte. Nach der Hochzeit 1902 ließ sich das Ehepaar in Montreal nieder. 
1902 wurde er Partner in der Firma seines älteren Bruders, dem Architekturbüro Edward & W.S. Maxwell. In dem Haus des Ehepaares Maxwell, von Maxwell selbst entworfen, begründeten sie das erste Zentrum des Bahai-Glaubens auf kanadischen Boden. Dieses Haus wird heute von den Bahai als der einzige Bahai-Schrein in der westlichen Hemisphäre angesehen, da hier Abdul-Baha während seiner großen Lehrreise 1912 einige Tage verbrachte.
1909 wurde William Maxwell Bahai, nachdem er Abdul-Baha in Akkon kennengelernt hatte. Im folgenden Jahr wurde ihr einziges Kind geboren. 
Nach dem Tod seiner Ehefrau wurde William Maxwell von Shoghi Effendi, seinem Schwiegersohn, in das Bahai-Weltzentrum eingeladen, wo er 1941 ankam. Abdul-Baha hatte selbst die vorläufige Struktur des Schreines für den Bab auf dem Berg Karmel gebaut. Shoghi Effendi beauftragte William Maxwell diesen Schrein entsprechend den Wünschen Abdul-Bahas durch Arkaden und einen Überbau auszuschmücken. 1944 war das endgültige Design ausgewählt, die Bauarbeiten begannen wegen des Zweiten Weltkrieges erst 1948. In diesem Jahr schloss William Maxwell zusammen mit Ugo Giachery den ersten Vertrag über Steinarbeiten für den Schrein des Bab ab. 
Maxwell erkrankte im Winter 1949/50 ernsthaft. Am 24. Dezember 1951 wurde er von Shoghi Effendi als erster kanadischer Bahai in den Rang einer Hand der Sache erhoben. William Maxwell starb wenig später und wurde auf dem Mt. Royal Cemetery in Montreal begraben. Als Anerkennung für seine Verdienste im Zusammenhang mit dem Schrein des Bab gab Shoghi Effendi dem südlichen Eingang dieses Gebäudes den Namen Báb-i-Maxwell.